# Droga krajowa B10 (Niemcy)
Droga krajowa 10 (niem. Bundesstraße 10, B 10) – niemiecka droga krajowa przebiegająca  ze wschodu na zachód z Eppelborn przez Pirmasens, Karlsruhe, Stuttgart, Göppingen, Ulm, Neu-Ulm, Günzburg do Augsburga.

## Miejscowości leżące przy B10

### Saara
Eppelborn

### Nadrenia-Palatynat
Pirmasens, Münchweiler, Ruppertweiler, Hinterweidenthal, Hauenstein, Wilgartswiesen, Rinntal, Annweiler am Trifels, Albersweiler, Siebeldingen, Birkweiler, Landau in der Pfalz.

### Badenia-Wirtembergia
Karlsruhe, Berghausen (Baden), Söllingen (Pfinztal), Kleinsteinbach, Wilferdingen, Pforzheim, Niefern, Enzberg, Mühlacker, Illingen, Vaihingen an der Enz, Enzweihingen, Schwieberdingen, Stuttgart, Esslingen am Neckar, Deizisau, Plochingen, Reichenbach an der Fils, Ebersbach an der Fils, Uhingen, Göppingen, Eislingen/Fils, Salach, Süßen, Gingen an der Fils, Kuchen, Geislingen an der Steige, Amstetten, Urspring, Dornstadt, Ulm.

### Bawaria
Neu-Ulm, Nersingen, Oberfahlheim, Unterfahlheim, Leipheim, Günzburg, Burgau, Röfingen, Roßhaupten, Landensberg-Glöttweng, Zusmarshausen, Herpfenried, Lindgraben, Auerbach, Horgau, Biburg bei Augsburg, Vogelsang, Stadtbergen, Augsburg.

## Historia
Pierwsza utwardzona droga powstała na trasie obecnej B10 w 1748 r. pomiędzy Karlsruhe i Stuttgartem. ten fragment został oznakowany w 1901 r. jako Badeńska droga krajowa nr 13. W 1932 wytyczono Reichsstraße 10, która przebiegała od Zweibrücken do austriackiego Salzburga.

## Linki zewnętrzne

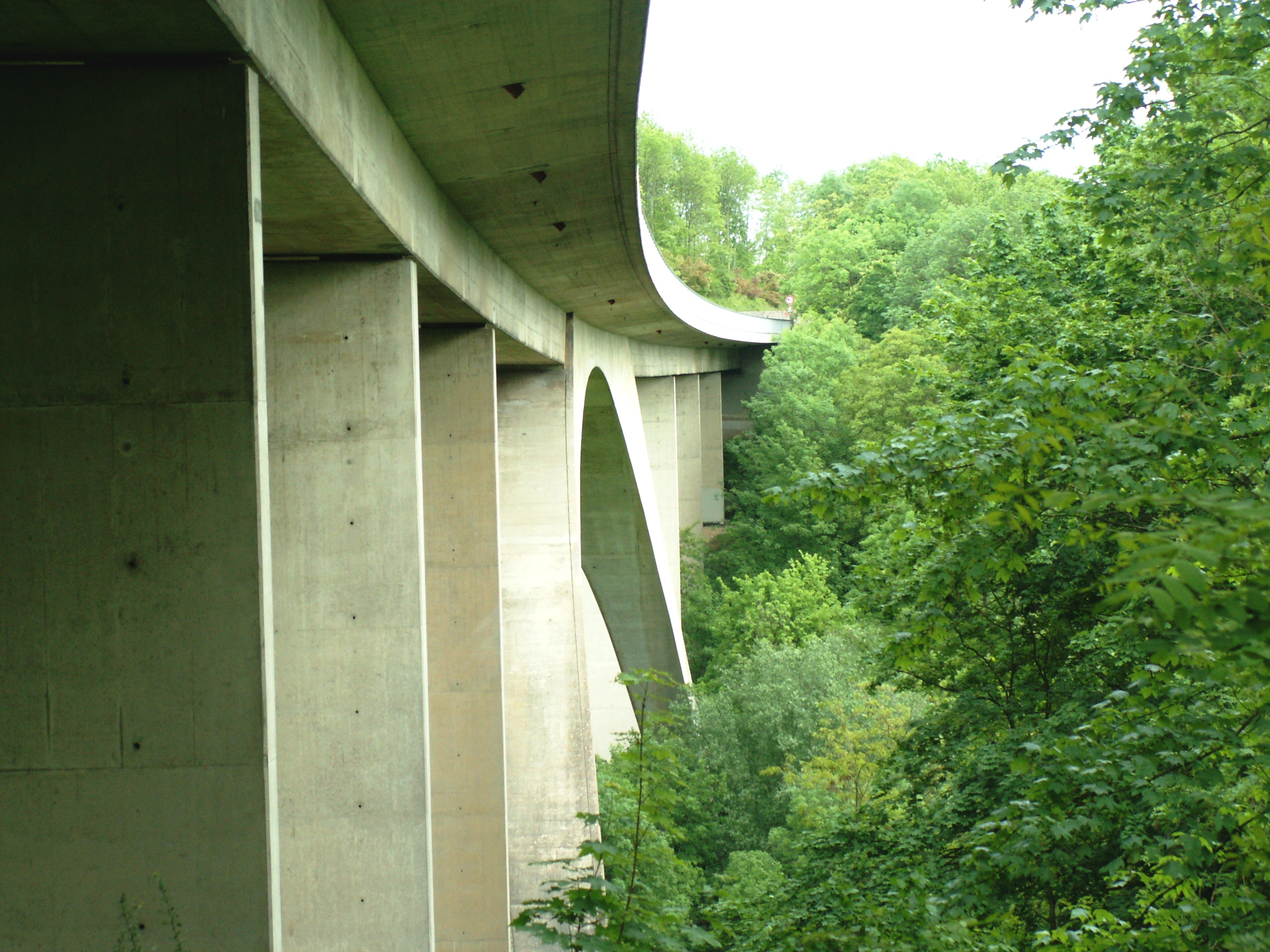
Wiadukt nad doliną rzeki Glems koło Schwieberdingen
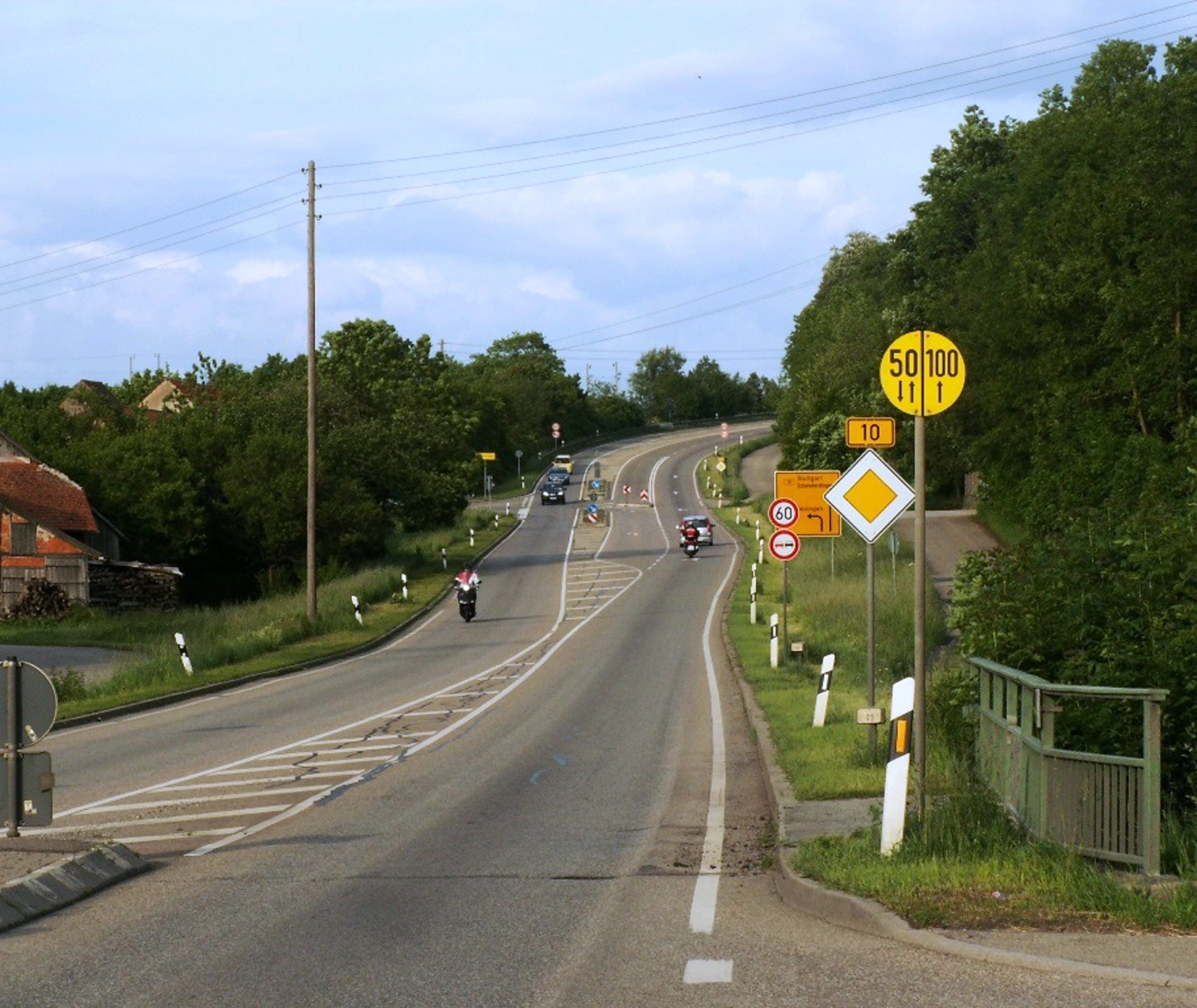
B10 koło Enzweihinger

## Opis trasy

### Saara
W kraju Saary B10 nie gości długo. Swój bieg rozpoczyna na północno-zachodnim obrzeżu Eppelborn, na skrzyżowaniu z B269. Następnie zmierza do centrum miasteczka by po 5 km opuścić je na północnym wschodzie, przenosząc się na autostradę A1. Po niecałych 9 km zamienia ją   na A8 i tuż przed Zweibrücken opuszcza kraj Saary.